# Crookes (månekrater)
Crookes er et nedslagskrater på Månen. Det befinder sig på Månens bagside og er opkaldt efter den engelske fysiker og kemiker William Crookes (1832 – 1919).
Navnet blev officielt tildelt af den Internationale Astronomiske Union (IAU) i 1970. 

## Omgivelser
Crookeskrateret ligger sydvest for det giantiske Korolevkrater. Sydvest for Crookes ligger McKellarkrateret.

## Karakteristika
Kraterranden har forholdsvis høj albedo i sammenligning med de fleste tilsvarende kratere på Månen, og det ligger i centrum for et strålesystem. Disse udkastninger danner et næsten uafbrudt tæppe ud til en afstand af mindst en kraterdiameter, før de danner forlængede stråler og en mangfoldighed af tjavsede mærker på overfladen. Strålesystemet fortsætter over adskillige hundrede kilometer og ligger endog over en væsentlig del af Korolevbassinet.
Som ventet for et forholdsvis ungt krater har Crookes en skarp kant, som ikke er eroderet af betydning. De indre vægge er ret brede og der er nedfald fra dem langs randen. Lidt forskudt mod øst for kratermidten ligger en lille central top på kraterbunden.

## Satellitkratere
De kratere, som kaldes satellitter, er små kratere beliggende i eller nær hovedkrateret. Deres dannelse er sædvanligvis sket uafhængigt af dette, men de får samme navn som hovedkrateret med tilføjelse af et stort bogstav. På kort over Månen er det en konvention at identificere dem ved at placere dette bogstav på den side af satellitkraterets midte, som ligger nærmest hovedkrateret. Crookeskrateret har følgende satellitkratere:
| Crookes | Længde  | Bredde   | Diameter |
| ------- | ------- | -------- | -------- |
| D       | 9,6° S  | 162,8° V | 41 km    |
| P       | 11,7° S | 165,8° V | 21 km    |
| X       | 6,6° S  | 166,2° V | 24 km    |

## Måneatlas
- Billeder af Crookeskrateret i LPI-måneatlasset